# Karl-Friedrich Capito
Karl-Friedrich Capito, né en 1931 et mort le 3 janvier 2002, est un ancien pilote de rallyes allemand, plus particulièrement de rallyes-raids en camions.
Il possède une entreprise de transports internationaux, basée à Neunkirchen.

## Biographie
En 1985, il a remporté le 6e Rallye Paris-Dakar dans sa catégorie, avec Karl Heinz Ströhmann (copilote) et son fils Jost Capito (mécanicien), sur un Mercedes LKW Unimog 1300L à moteur turbocompressé six cylindres (5 exemplaires conçus), basé sur les modèles Unimog fournis à la Bundeswehr (vitesse de pointe de 160 km/h, le véhicule vainqueur étant détruit la même année dans un accident à Gaggenau), la firme allemande à l'étoile ayant remporté un total de 5 victoires consécutives de 1982 à 1986 chez les camions (dont 3 avec Unimog).
K.-F.Capito participa à son premier Dakar en 1981, sur moto BMW GS 800 (abandon).
En 1984, il effectua son premier parcours en camion, cependant sans le soutien effectif de Daimler. Il abandonna alors sur rupture du joint de culasse.
En 1985, Daimler accepta de le seconder avec l'un de ses camions d'assistance rapide. Le camion spécialement restructuré fut financé par Aigner Trucks et GFG Ltd..
En 1990, à 59 ans, K.-H. Capito repris le volant de l'un des exemplaires restant de l'Unimog 1300L pour participer au rallye-raid Paris-Moscou-Oulan-Bator-Pékin.